# غراند أيلاند (نيويورك)
غراند أيلاند (بالإنجليزية: Grand Island, New York)‏ هي معلم جغرافي تقع في الولايات المتحدة في نيويورك (ولاية). يقدر عدد سكانها بـ 20,374 نسمة .

## أعلام
- جيمي أرياس
- بريت كيرن